# Pic de la Coume de Seignac
Pic de la Coume de Seignac – szczyt górski w Pirenejach Wschodnich. Administracyjnie położony jest na granicy Andory (parafia Encamp) z Francją (departament Ariège). Wznosi się na wysokość 2857 m n.p.m.
Na północ od Pic de la Coume de Seignac usytuowany jest szczyt Pic de l’Estagnole (2567 m n.p.m.), na południowy wschód Pic de Meners (2716 m n.p.m.), na południe Pic de la Cabaneta (2863 m n.p.m.), na południowy zachód Pic de Serrère (2912 m n.p.m.), natomiast na północny zachód położony jest Pic du Sal (2743 m n.p.m.). Na południe od szczytu znajduje się jezioro Estany dels Meners de la Coma.